# Texananus fumosus
Texananus fumosus är en insektsart som beskrevs av Crowder 1952. Texananus fumosus ingår i släktet Texananus och familjen dvärgstritar. Inga underarter finns listade i Catalogue of Life.